# Elytraria bissei
Elytraria bissei är en akantusväxtart som beskrevs av H. Dietrich. Elytraria bissei ingår i släktet Elytraria och familjen akantusväxter. Inga underarter finns listade i Catalogue of Life.